# Бігаш (Єскельдинський район)
Біга́ш (каз. Биғаш) — село у складі Єскельдинського району Жетисуської області Казахстану. Входить до складу Жалгизагаського сільського округу.
Населення — 236 осіб (2021; 193 у 2009, 178 у 1999, 226 у 1989).